# Hypochrysops hermogenes
Hypochrysops hermogenes är en fjärilsart som beskrevs av Smith 1894. Hypochrysops hermogenes ingår i släktet Hypochrysops och familjen juvelvingar. Inga underarter finns listade i Catalogue of Life.